# Ордина
Орди́на (рос. Ордина) — присілок у складі Білозерського району Курганської області, Росія. Входить до складу Скатинської сільської ради.
Населення — 30 осіб (2010, 61 у 2002).